# HD 50885
HD 50885，又名BD+70 430，SAO 6041、HR 2581，是一颗恒星，视星等为5.68，位于銀經144.42，銀緯26.31，其B1900.0坐标为赤經6h 49m 59.8s，赤緯+70° 26.31′ 34″。